# Kulturhaus Rosengarten

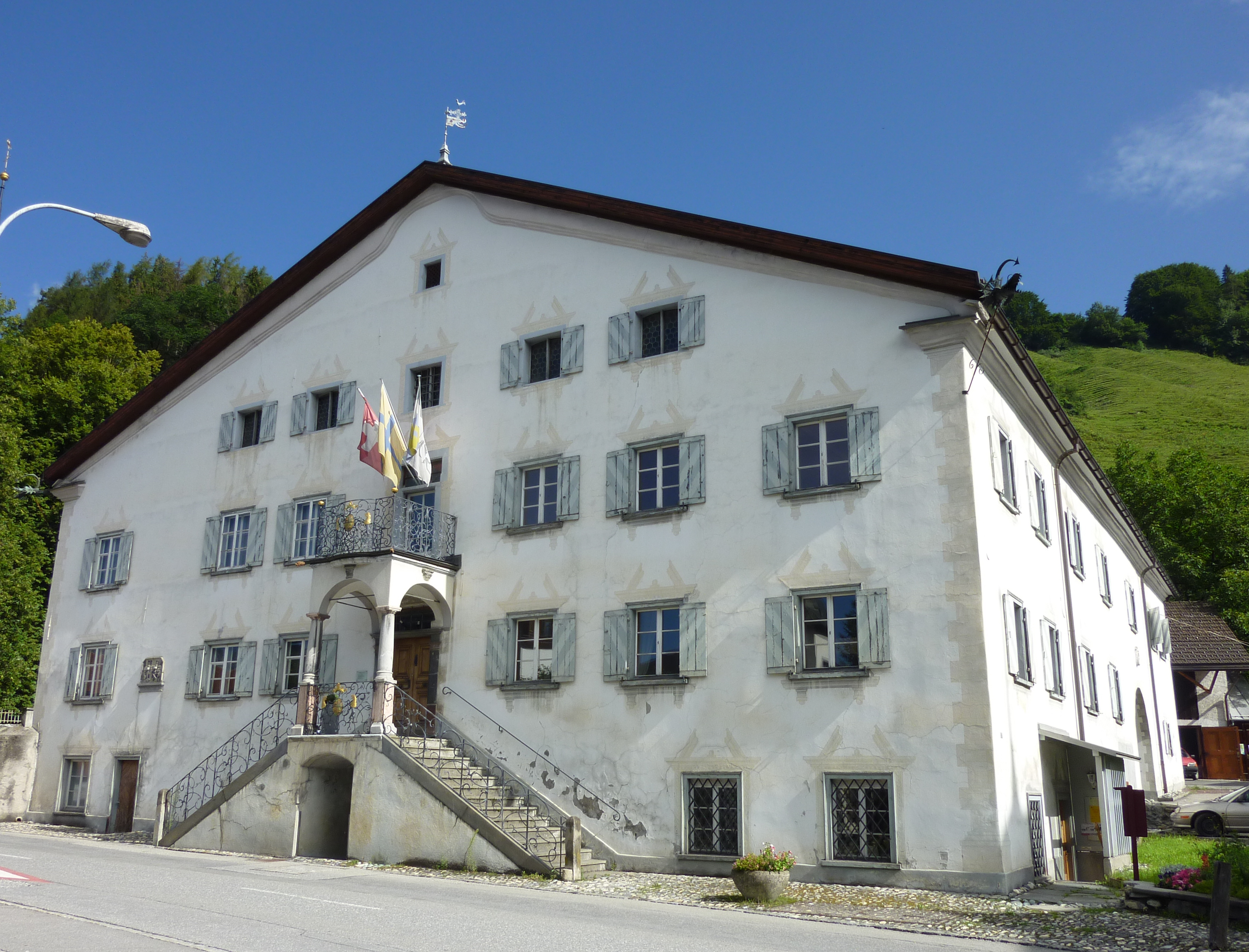
Kulturhaus Rosengarten

Das Kulturhaus Rosengarten ist ein regional bedeutendes Kulturzentrum im Dorf Grüsch im Schweizer Kanton Graubünden. Es vereint verschiedene kulturelle Einrichtungen und Angebote unter einem Dach und gilt als wichtiger Treffpunkt für Kunst, Kultur und Geschichte im Prättigau.

## Geschichte und Gebäude
Das Haus zum Rosengarten in Grüsch, Kanton Graubünden, ist ein historisches Gebäude, dessen älteste Teile zwischen 1510 und 1530 von Jakobus Ott, einem aus Österreich stammenden Adligen, errichtet wurden. 1586 vermählte sich Magaretha von Ott mit Ritter Herkules von Salis, der in Grüsch seinen Wohnsitz nahm und 1590 das „Grosshus“ ausbauen liess.

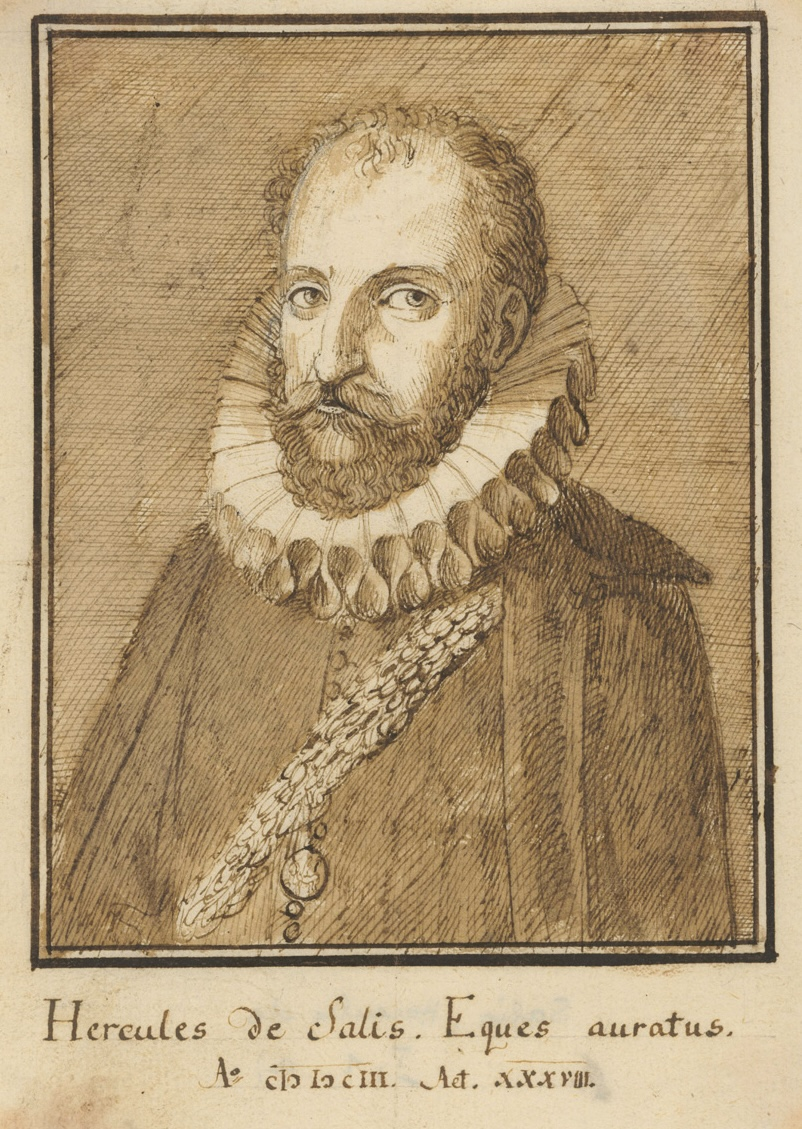
Porträt von Herkules von Salis (1566–1629), gezeichnet 1603, Zentralbibliothek Zürich

Herkules von Salis (1566–1629), Begründer der älteren Linie Salis-Grüsch, erlangte in der Region grosses Ansehen. Als Sohn von Abundius von Salis-Soglio und Gräfin Hortensia von Martinengo di Barco wuchs er teilweise bei seinen italienischen Verwandten auf. Die Entscheidung, sich in Grüsch niederzulassen, traf Herkules aufgrund von Missgunst im heimatlichen Bergell und da Grüsch die Heimat seiner Frau Margarethe von Ott war, die am 15. Dezember 1617 in Clefen (heute: Chiavenna) im Veltlin verstarb und am 24. Dezember 1617 in Grüsch beigesetzt wurde. Schon zwei Jahre nach seiner Hochzeit (1588) wurde der junge Herkules, auch "mittelst Unterstützung der Verwandten seiner Frau", zum Podestà von Tirano gewählt. Dies war der erste von zahlreichen ehrenvollen und einträglichen Ämtern und Gesandtschaften, die er in den nächsten 15 Jahren versehen sollte. Jedoch bewogen ihn das Strafgericht von 1607, zu dessen Kosten er beitragen musste, sowie die Bestimmung der Reforma von 1603, die ehemaligen Amtsträgern weitere Veltliner Ämter untersagte, sich von der Politik abzuwenden. Daraufhin siedelte er 1609 mit seiner Familie nach Chiavenna über. Die Familie kehrte erst nach Grüsch zurück, als sich die Unruhen von 1620 anzukündigen begannen. Mehrere Söhne von Herkules wurden Offiziere und waren während der Bündner Wirren auf der venezianischen Seite aktiv.
Im Jahr 1738 wurde das Ott’sche Doppelhaus renoviert und mit einer Freitreppe mit schmiedeeisernen Gittern versehen. Der Balkon trägt das Allianzwappen Ott-Salis, das auf Elisabeth von Salis-Maienfeld verweist. Zu den bemerkenswerten Innenräumen zählen die Arvenstube und der Ahnensaal, dessen historischer Tisch sowohl für Gemeindeangelegenheiten als auch für politische Diskussionen von europäischer Bedeutung genutzt wurde. Das Haus war ein Treffpunkt hochgestellter Persönlichkeiten und wurde als „Herrennest“ bekannt.
Tuchfabrik von Ott
Wurde im späten 18. und frühen 19. Jahrhundert in zwei Anläufen betrieben. Die Fabrik spielte eine Rolle in den Bestrebungen, die Wirtschaft Graubündens durch die Einführung von Industrie zu stärken. Die erste Tuchfabrik in Grüsch wurde kurz nach 1782 von Jakob v. Ott (1741–1797) gegründet. Obwohl das Unternehmen von vornherein scheinbar günstige Voraussetzungen mit billiger Wolle, mässigen Arbeitslöhnen und ausreichender Wasserkraft hatte, konnte sie sich nur für kurze Zeit halten. Die Bemühungen, solche Fabriken einzuführen, stiessen auf Ablehnung, und die Baumwollspinnerei in Graubünden, einschliesslich der von Ottschen, fand Ende des 18. Jahrhunderts ein Ende, beeinflusst durch die verbesserte Maschinenspinnerei in England, die Französische Revolution und die Invasion fremder Kriegsheere 1799/1800.  Ein zweiter Versuch zur Errichtung einer Wolltuchfabrik in Grüsch erfolgte 1810 nach zweijähriger Vorbereitung. Treibende Kräfte waren Jakob v. Ott (1772–1839), ein angesehener Bürger und Staatsmann aus Grüsch, der unter anderem mehrfach Bundeslandammann des Zehngerichtenbundes war, und Peter Conradin v. Tscharner (1786–1841). Jakob v. Ott fungierte dabei als technischer Leiter, während v. Tscharner die kaufmännische Geschäftsführung übernahm. Die Fabrikationsräume befanden sich im ersten Stock des hinteren, älteren Teils des Hauses zum Rosengarten.  Das Unternehmen verarbeitete jährlich 4000 bis 5000 Krinnen (etwa 2000 bis 2500 kg) einheimischer Wolle. Die produzierte Tuchmenge reichte aus, um die Bekleidung von 300 bis 400 Kantonsmilizen zu liefern, und die Qualität der Erzeugnisse wurde von einem eidgenössischen Inspektor sehr gelobt. Trotz anfänglicher Rentabilität stellten sich ab 1813/1814 erneut die ersten Rückschläge ein. Die Hauptursache für den Misserfolg der Tuchfabrik Grüsch war wohl die ausländische Konkurrenz, der auch andere industrielle Versuche zum Opfer fielen. Daneben wurden auch eine angeblich schlechte kaufmännische Geschäftsführung, mangelnde "Sorgfalt und Reinlichkeit" bei den Arbeitskräften, eine zu langsame und nachsichtige Rechtspflege im Lande sowie die "souveräne Ökonomie der Gemeinden" als Hindernisse genannt. Der Betrieb soll nach einigen Quellen von 1808 bis 1811 bestanden haben. Spätere Briefe zeigten die Mutlosigkeit der Beteiligten und den Rat zur Auflösung der Fabrik. Der genaue Zeitpunkt der Einstellung der Produktion ist ungewiss, aber wahrscheinlich führte v. Ott die Fabrikation nach der Auflösung des Unternehmens allein weiter.
Nachlass und Erinnerung Wie viele andere Versuche, im 19. Jahrhundert Industrie in Graubünden einzuführen, scheiterte auch die Tuchfabrik in Grüsch. Die Erinnerung an dieses industrielle Unternehmen blieb jedoch bis ins 20. Jahrhundert wach. So erinnerte sich Domenica v. Ott, die im Haus zum Rosengarten aufwuchs, wie ihr Grossvater Johann Peter v. Ott (1856–1935) gelegentlich von der "Fabrik" sprach.
Nach dem Ende der alten Herrschaftsstrukturen und der Integration Graubündens in die Helvetische Republik (1798) verlor die in Grüsch ansässige Linie der Familie Salis ihre dominante politische Stellung, blieb jedoch lokal gesellschaftlich und wirtschaftlich bedeutend. Das Ott’sche Doppelhaus blieb bis ins 20. Jahrhundert im Besitz dieser Linie der Familie Salis. Die Familie war weiterhin in lokalen Gemeindeangelegenheiten aktiv und pflegte über Generationen hinweg das kulturelle Erbe des Hauses. 1877 wurde ein Familienverband gegründet, der sich der Pflege des Familienarchivs widmete. 1977 wurde das umfangreiche Familienarchiv als Dauerdepositum dem Staatsarchiv Graubünden übergeben. Die Archivbestände dokumentieren nicht nur die Geschichte des Hauses und seiner Bewohner, sondern liefern auch wichtige Quellen zur Lokal-, Sozial- und Kulturgeschichte des Prättigaus im 19. und 20. Jahrhundert.
Im August 2024 feierte das Kulturhaus Rosengarten in Grüsch sein 500-jähriges Bestehen, basierend auf einer dendrochronologischen Untersuchung eines historischen "Scheits" (einer Jahresringdatierung eines alten Holzstücks). Im Rahmen dieser Feierlichkeiten wurden auch die Jubiläen des Kleiderfundus Grüsch (20 Jahre) und der Bibliothek Rosengarten (33 Jahre) mit einem gemeinsamen Fest gewürdigt.
Seit 1980 ist es im Besitz einer Stiftung, die sich der Erhaltung und kulturellen Nutzung widmet. In den letzten Jahren wurden sowohl das Haus als auch der zugehörige Garten umfassend saniert und neugestaltet, um den vielfältigen Anforderungen als Kulturzentrum gerecht zu werden.

## Einrichtungen und Sparten
Heimatmuseum Prättigau: Das Museum zeigt seit 1980 eine Dauerausstellung zur Kulturgeschichte des Prättigaus und richtet regelmässig Sonderausstellungen zu regionalen Themen aus. Es geht auf eine Initiative von Landammann Hans Bardill zurück, der 1968 angesichts der zunehmenden Abwanderung von Kulturgütern ins Ausland ein regionales Museum ins Leben rief. Die ersten Sammlungsstücke wurden im Haus Pajola zusammengetragen, bevor das Museum ins Kulturhaus Rosengarten in Grüsch umzog, wo es heute beheimatet ist. Die Sammlung umfasst unter anderem bedeutende Bestände an regionaler Keramik und dokumentiert das Alltagsleben und die Eigenart der Talbevölkerung.
Eckzimmer Andrea Vogel (1958–2021), bekannter Grenzgänger und Extrembergsteiger, ist mit einem Ausstellungsraum gewürdigt. Gezeigt werden Ausrüstungsgegenstände, Fotografien und Requisiten aus seinem Leben, darunter von der Grenztour Schweiz 1992, die Bundespräsident Adolf Ogi als "Weltpremière" bezeichnete. Die Ausstellung beleuchtet Vogels Expeditionen, seine Leistungen als Eiskletterer sowie seine Tätigkeit als Fotograf, Autor und Poet. Sein Nachlass ist im Kulturarchiv Prättigau auf Anfrage zugänglich.
Kulturarchiv Prättigau (KAP): Das Archiv sammelt seit 1989 schriftliche und bildliche Quellen zur Geschichte und Kultur des Prättigaus. Es dient als Dokumentationsstelle und Kompetenzzentrum für die regionale Identität und arbeitet eng mit dem Heimatmuseum zusammen. Das Ziel ist die Bewahrung und Vermittlung des kulturellen Erbes der Region.
Bibliothek und Kleiderfundus: Ergänzt wird das Angebot durch eine öffentliche Bibliothek und einen Fundus mit historischen Kleidern und Requisiten, die für kulturelle und private Anlässe ausgeliehen werden können.
Das ehrenamtliche Engagement der Betreuerinnen des Theaterfundus wurde 2019 mit dem Irma-Landolt-Lechner-Preis gewürdigt. Preisträgerinnen waren Christine Peyer, Brigitte Battaglia, Romie Belz, Annina Buchli, Ursula Laakso und Elsbeth Stohr. Auch das Wirken ihrer Vorgängerinnen, einschliesslich der langjährigen Leiterin Margrit Toggwiler, wurde dabei hervorgehoben. Der Preis würdigte ihre sorgfältige Pflege des Bestands und des Verleihs. Der Anlass zur Preisverleihung fand im Garten des Kulturhauses Rosengarten statt und wurde unter anderem durch eine Modenschau zum Thema "Die Frau – vom kleinen Mädchen bis zur alten weisen Dame" bereichert, bei der einheimische Models die Kostüme präsentierten. Urs Giger-Barandun, verantwortlich für den Theaterfundus, moderierte die Modenschau und erinnerte an die Anfänge der "Theaterkleiderstelle", die Leni und Rolf Rauber 1984 in Saas gegründet hatten.
Die von Leni Rauber gegründete Theaterkleiderstelle ist seit 2004 im Kulturhaus Rosengarten untergebracht. Sie stellt Einzelpersonen, Gruppen, Vereinen und Schulen Kostüme aus verschiedenen Epochen zur Verfügung und wird von zahlreichen Institutionen genutzt, darunter auch vom Opernhaus Zürich.
Rittersaal und Rosengarten: Der festliche Rittersaal im Obergeschoss sowie der historische Rosengarten bieten einen stilvollen Rahmen für Konzerte, Lesungen, Vorträge, Empfänge und private Feiern – sowohl im Haus als auch im Freien.
Der Garten des Kulturhauses Rosengarten in Grüsch wurde zwischen 2019 und 2023 umfassend renoviert. Die Anlage erhielt neue Kieswege, Sitzbänke, einen restaurierten Brunnen und einen Mauerdurchbruch zur besseren öffentlichen Zugänglichkeit. Zahlreiche Rosenstöcke und neue Installationen werten den denkmalgeschützten Garten zusätzlich auf. Die Stiftung Haus Rosengarten stellt die Anlage vermehrt für öffentliche Anlässe zur Verfügung.
Kellertheater: Das Kellertheater im Untergeschoss ist eine Bühne für Theater, Kleinkunst, Musik und Literatur. Es ist ein Treffpunkt für Kulturschaffende und Publikum aus der Region und darüber hinaus. Direkt neben dem Kellertheater befindet sich eine Bar, die bei Veranstaltungen als Treffpunkt und für die Bewirtung der Gäste genutzt wird.
Einmal im Monat verwandelt sich das Kulturhaus Rosengarten unter der Leitung von Achim Gansner in ein kleines Kino. Bei diesen besonderen Kinoabenden werden Super-8-Videos aus dem Prättigau gezeigt, die wie lebendige Postkarten Geschichten von Land und Leuten erzählen. Zu jeder Veranstaltung ist zudem ein Gast eingeladen, mit dem im Anschluss ein Gespräch geführt wird. Gansner arbeitet mit viel Leidenschaft an diesem Projekt, das die Heimatgeschichte lebendig hält.
Begegnungsraum:  Befindet sich im ersten Obergeschoss und dient als vielseitig nutzbarer Veranstaltungsraum. Mit einer Fläche von 54 Quadratmetern bietet er Platz für bis zu 50 Personen und ist mit einer originalen Stuckdecke ausgestattet, die dem Raum ein repräsentatives, historisches Ambiente verleiht. Der Begegnungsraum ist mit moderner Infrastruktur wie Beamer, mobiler Leinwand, Flipchart und Hellraumprojektor ausgestattet und eignet sich für Seminare, Lesungen, Workshops, Apéros, Yogastunden sowie private oder öffentliche Anlässe. Eine kleine Küche und sanitäre Anlagen befinden sich auf derselben Etage.

## Bedeutung
Das Kulturhaus Rosengarten ist ein wichtiger kultureller Treffpunkt im Prättigau und trägt wesentlich zur Bewahrung und Vermittlung der regionalen Identität bei. Es fungiert als Kompetenzzentrum für Kultur, Geschichte und Volkskunde und fördert den Austausch zwischen Bevölkerung, Kulturschaffenden und Wissenschaft.

## Volksüberlieferung und Sagen
Im Zusammenhang mit Grüsch und dem Prättigau sind in der volkskundlichen Literatur zahlreiche Sagen und Überlieferungen dokumentiert, die das Alltagsleben, den Glauben und die sozialen Strukturen der Region widerspiegeln. Zwei Beispiele aus externen volkskundlichen Quellen sind im Folgenden wiedergegeben.
Das Totenvolk in Grüsch
Im Jahr 1841 soll in Grüsch eine Magd, die im Ott’schen Haus diente, ihrer Herrschaft von einer unheimlichen nächtlichen Erscheinung berichtet haben. Sie habe in einer schlaflosen Nacht ein dumpfes Murmeln aus dem Baumgarten unter ihrem Fenster vernommen und sei ans Fenster getreten. Dort habe sie einen langen Zug dunkler Gestalten gesehen, die schweigend zur Strasse und weiter zum nahen Kirchhof zogen. Sie habe zudem das Scharren von Spaten in der Erde gehört. Von Furcht erfüllt, habe sie die Nacht ohne Schlaf verbracht. Wenige Tage später verstarb Frau Ott plötzlich – das nächtliche Geisterbild wurde als Vorzeichen dieses Todesfalls gedeutet.